# Maria Chiara Giannetta

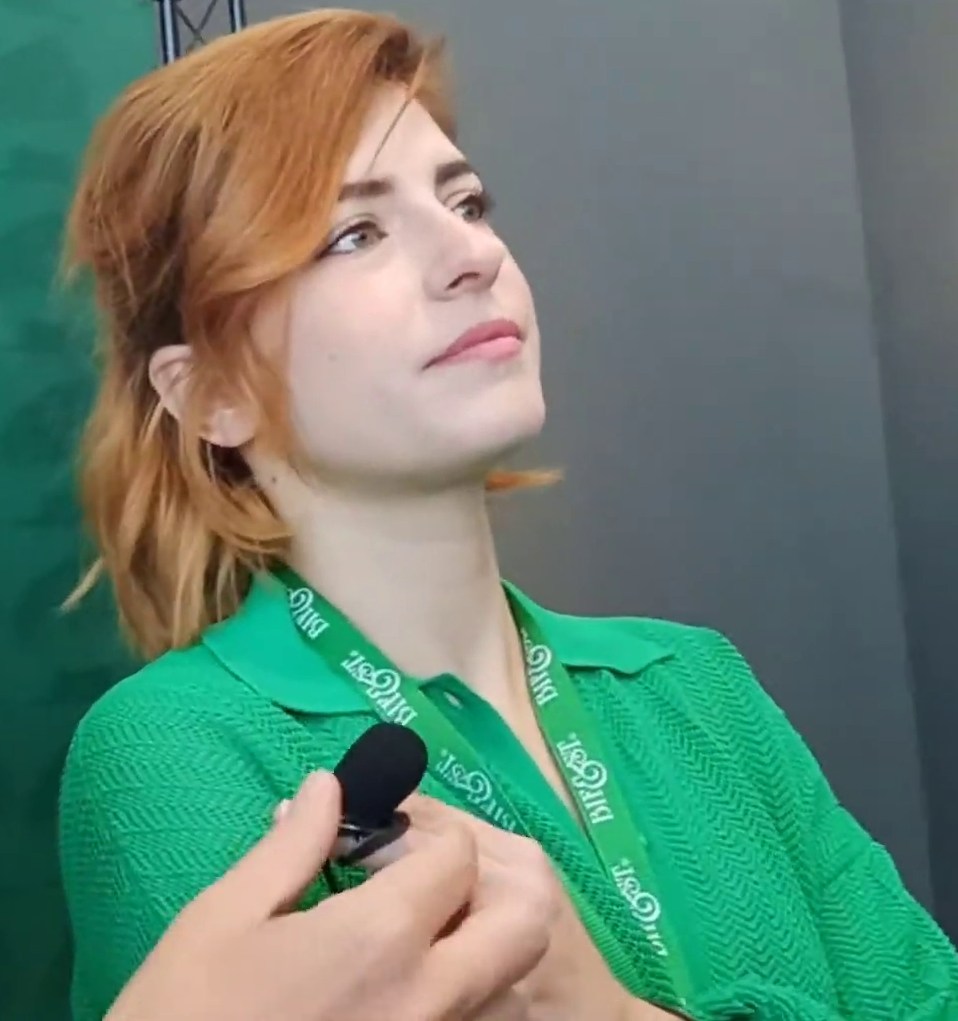
Maria Chiara Giannetta, 2022

Maria Chiara Giannetta (* 20. Mai 1992 in Foggia, Apulien) ist eine italienische Schauspielerin.

## Leben
Giannetta wurde am 20. Mai 1992 in Foggia geboren. Erste Erfahrungen als Schauspielerin sammelte sie bereits im Alter von elf Jahren auf der Bühne. Mit 14 Jahren nahm sie an ersten Schauspielworkshops teil. Von 2009 bis 2019 wirkte sie am Teatro dei Limoni mit. Von 2012 bis 2015 studierte sie Schauspiel am Centro Sperimentale di Cinematografia in Rom. Sie hat außerdem einen Abschluss an der Università degli Studi di Foggia. Eine erste größere Fernsehrolle hatte sie 2014 in der Serie Don Matteo als Sabrina Rondinelli inne. Von 2017 bis 2019 war sie in der Fernsehserie Che Dio ci aiuti in der Rolle der Asia Pellicano zu sehen. 2018 spielte sie die jugendliche Christine im Low-Budget-Film Kiffer vs. Killer Mosquitos. Seit demselben Jahr stellt sie die Rolle der Anna Olivieri in der Fernsehserie Don Matteo dar.

## Filmografie (Auswahl)
- 2014: Don Matteo (Fernsehserie, Episode 9x25)
- 2015: 1989 (Kurzfilm)
- 2016: La ragazza del mondo
- 2016: L'allieva (Fernsehserie, Episode 1x02)
- 2017–2019: Che Dio ci aiuti (Fernsehserie, 6 Episoden)
- 2018: Kiffer vs. Killer Mosquitos (Tafanos)
- 2018: Ricordi?
- 2018–2022: Don Matteo (Fernsehserie, 45 Episoden)
- 2019: Bentornato presidente
- 2019: I santi giorni (Kurzfilm)
- 2019: Mollami
- 2021–2023: Buongiorno, mamma! (Fernsehserie, 18 Episoden)
- 2021–2023: Blanca (Fernsehserie, 12 Episoden)
- 2023: Santocielo
- 2024: L'amore e altre seghe mentali
- 2024: Muori di lei

## Theater (Auswahl)
- 2012: Girotondo di A. Schnitzler, Regie: Guglielmo Ferraiola
- 2012: I racconti di Silente, Regie: Paola Capuano
- 2017: Chicago, Regie: Roberto Galano